# Реверси
Реверси, Отелло — настольная игра на доске 8×8 клеток.

## Правила
В игре используется квадратная доска размером 8 × 8 клеток (все клетки могут быть одного цвета) и 64 специальные фишки, окрашенные с разных сторон в контрастные цвета, например, в белый и чёрный. Клетки доски нумеруются от верхнего левого угла: вертикали — латинскими буквами, горизонтали — цифрами (по сути дела, можно использовать шахматную доску). Один из игроков играет белыми, другой — чёрными. Делая ход, игрок ставит фишку на клетку доски «своим» цветом вверх.
В начале игры в центр доски выставляются 4 фишки: чёрные на d5 и e4, белые на d4 и e5.
- Первый ход делают чёрные. Далее игроки ходят по очереди.
- Делая ход, игрок должен поставить свою фишку на одну из клеток доски таким образом, чтобы между этой поставленной фишкой и одной из имеющихся уже на доске фишек его цвета находился непрерывный ряд фишек соперника, горизонтальный, вертикальный или диагональный (другими словами, чтобы непрерывный ряд фишек соперника оказался «закрыт» фишками игрока с двух сторон). Все фишки соперника, входящие в «закрытый» на этом ходу ряд, переворачиваются на другую сторону (меняют цвет) и переходят к ходившему игроку.
- Если в результате одного хода «закрывается» одновременно более одного ряда фишек противника, то переворачиваются все фишки, оказавшиеся на тех «закрытых» рядах, которые идут от поставленной фишки.
- Игрок вправе выбирать любой из возможных для него ходов. Если игрок имеет возможные ходы, он не может отказаться от хода. Если игрок не имеет допустимых ходов, то ход передаётся сопернику.
- Игра прекращается, когда на доску выставлены все фишки или когда ни один из игроков не может сделать хода. По окончании игры проводится подсчёт фишек каждого цвета, и игрок, чьих фишек на доске выставлено больше, объявляется победителем. В случае равенства количества фишек засчитывается ничья.

## Основы стратегии
Реверси является стратегической игрой, схожей с шашками и шахматами. Так же как и в шахматах, принято разделять партию на три части: дебют (начало), миттельшпиль (середина игры) и эндшпиль (концовка). Однако, в отличие от шахмат, количество возможных дебютов здесь намного меньше, и все они легко запоминаются. Все сколько-либо серьёзные игроки знают дебюты на 5-6 ходов вперёд, чтобы избежать заведомо проигрышных ходов на данной стадии. Миттельшпиль, пожалуй, является наиболее «свободной» и одновременно сложной частью игры, когда положение можно либо упрочить, либо изменить в свою пользу. Несмотря на это, многие, казалось бы, проигранные в миттельшпиле партии обретают новые качества при вступлении в конечную стадию игры — эндшпиль. Золотое правило концовки — не спешить и считать. Считать принято фишки, которые результируют конечный исход игры для конкретной тактики. Естественно, количество исходов зависит от того, с какого хода начинать считать, и именно поэтому компьютеры играют намного лучше людей — они могут позволить себе просчитать все возможные варианты (их, по компьютерным меркам, немного) и всегда выбирают тот, при котором минимизируется результат человека и максимизируются очки компьютера.
Существует достаточно много различных стратегий игры в реверси, и выбор определяется уровнем подготовки и наклонностями игрока. Простейшей для новичков может быть игра за захват угловых клеток доски, которые впоследствии уже невозможно «перекрасить» в другой цвет, и последовательное занятие доски от углов. Более продвинутой тактикой считается ограничение возможных ходов противника: создаётся позиция, в которой противнику остаются только устраивающие игрока ходы, и игра проходит в удобном для игрока русле. Как правило, большинство японских мастеров отличается именно этой, отточенной до совершенства, тактикой. Ещё более продвинутой тактикой является тактика «темпов» (англ. temp), которую можно охарактеризовать правилом «отними у противника его самые выгодные ходы и сделай их своими». Данная стратегия требует, однако, чрезвычайно сильного «чувства позиции».
И всё же, несмотря на наличие разработанных стратегических принципов, наиболее важной частью успеха является опыт. Только опыт даёт стабильность, с которым приходит ощущение понимания игры и её тонкостей.
Познакомиться подробнее со стратегией и тактикой игры можно по книге Брайана Роуза «Отелло: минута на обучение… вся жизнь на совершенствование».

## История
Игра была изобретена в Великобритании в 1880 году и пользовалась большой популярностью, но впоследствии была забыта. Однако есть упоминания, что в игру играли и раньше. В донесениях графа де Бальмена от 1816 года, который был приставлен к Наполеону во время заточения последнего на острове Святой Елены, а также в дневниках графа де Лас Каза, его конфидента, упоминается, что опальный император любил играть в реверси. Возродили игру в Японии, где она в 1971 году под названием отелло вновь стала популярна. С 1977 года ежегодно проводятся чемпионаты мира по игре в реверси.

### Чемпионаты мира
| Год  | Место проведения | Чемпион мира      | Страна     | Команда        | Второй призёр           | Страна           |
| ---- | ---------------- | ----------------- | ---------- | -------------- | ----------------------- | ---------------- |
| 1977 | Монте-Карло      | Sylvain Perez     | Франция    | —              | Michel Rengot Blanchard | Франция          |
| 1978 | Нью-Йорк         | Hidenori Maruoka  | Япония     | —              | Carol Jacobs            | США              |
| 1979 | Рим              | Hiroshi Inoue     | Япония     | —              | Jonathan Cerf           | США              |
| 1980 | Лондон           | Jonathan Cerf     | США        | —              | Takuya Mimura           | Япония           |
| 1981 | Брюссель         | Hidenori Maruoka  | Япония     | —              | Brian Rose              | США              |
| 1982 | Стокгольм        | Kunihiko Tanida   | Япония     | —              | David Shaman            | США              |
| 1983 | Париж            | Ken’Ichi Ishii    | Япония     | —              | Imre Leader             | Великобритания   |
| 1984 | Мельбурн         | Paul Ralle        | Франция    | —              | Ryoichi Taniguchi       | Япония           |
| 1985 | Афины            | Masaki Takizawa   | Япония     | —              | Paolo Ghirardato        | Италия           |
| 1986 | Токио            | Hideshi Tamenori  | Япония     | —              | Paul Ralle              | Франция          |
| 1987 | Милан            | Ken’Ichi Ishii    | Япония     | США            | Paul Ralle              | Франция          |
| 1988 | Париж            | Hideshi Tamenori  | Япония     | Великобритания | Graham Brightwell       | Великобритания   |
| 1989 | Варшава          | Hideshi Tamenori  | Япония     | Великобритания | Graham Brightwell       | Великобритания   |
| 1990 | Стокгольм        | Hideshi Tamenori  | Япония     | Франция        | Didier Piau             | Франция          |
| 1991 | Нью-Йорк         | Shigeru Kaneda    | Япония     | США            | Paul Ralle              | Франция          |
| 1992 | Барселона        | Marc Tastet       | Франция    | Великобритания | David Shaman            | Великобритания   |
| 1993 | Лондон           | David Shaman      | США        | США            | Emmanuel Caspard        | Франция          |
| 1994 | Париж            | Masaki Takizawa   | Япония     | Франция        | Karsten Feldborg        | Дания            |
| 1995 | Мельбурн         | Hideshi Tamenori  | Япония     | США            | David Shaman            | США              |
| 1996 | Токио            | Takeshi Murakami  | Япония     | Великобритания | Stephane Nicolet        | Франция          |
| 1997 | Афины            | Makoto Suekuni    | Япония     | Великобритания | Graham Brightwell       | Великобритания   |
| 1998 | Барселона        | Takeshi Murakami  | Япония     | Франция        | Emmanuel Caspard        | Франция          |
| 1999 | Милан            | David Shaman      | Нидерланды | Япония         | Tetsuya Nakajima        | Япония           |
| 2000 | Копенгаген       | Takeshi Murakami  | Япония     | США            | Brian Rose              | США              |
| 2001 | Нью-Йорк         | Brian Rose        | США        | США            | Raphael Schreiber       | США              |
| 2002 | Амстердам        | David Shaman      | Нидерланды | США            | Ben Seeley              | США              |
| 2003 | Стокгольм        | Ben Seeley        | США        | Япония         | Makoto Suekuni          | Япония           |
| 2004 | Лондон           | Ben Seeley        | США        | США            | Makoto Suekuni          | Япония           |
| 2005 | Рейкьявик        | Hideshi Tamenori  | Япония     | Япония         | Kwangwook Lee           | Республика Корея |
| 2006 | Мито             | Hideshi Tamenori  | Япония     | Япония         | Makoto Suekuni          | Сингапур         |
| 2007 | Афины            | Kenta Tominaga    | Япония     | Япония         | Tetsuya Nakajima        | Япония           |
| 2008 | Осло             | Michele Borassi   | Италия     | Италия         | Tamaki Miyaoka          | Япония           |
| 2009 | Гент             | Yusuke Takanashi  | Япония     | Япония         | Matthias Berg           | Германия         |
| 2010 | Рим              | Yusuke Takanashi  | Япония     | Япония         | Michele Borassi         | Италия           |
| 2011 | Ньюарк           | Hiroki Nobukawa   | Япония     | Япония         | Piyanat Aunchulee       | Таиланд          |
| 2012 | Леуварден        | Yusuke Takanashi  | Япония     | Япония         | Kazuki Okamoto          | Япония           |
| 2013 | Стокгольм        | Kazuki Okamoto    | Япония     | Япония         | Piyanat Aunchulee       | Таиланд          |
| 2014 | Бангкок          | Makoto Suekuni    | Япония     | Япония         | Ben Seeley              | США              |
| 2015 | Кембридж         | Yusuke Takanashi  | Япония     | Япония         | Makoto Suekuni          | Япония           |
| 2016 | Мито             | Piyanat Aunchulee | Таиланд    | Япония         | Yan Song                | Китай            |
| 2017 | Гент             | Yusuke Takanashi  | Япония     | Япония         | Akihiro Takahashi       | Япония           |
| 2018 | Прага            | Keisuke Fukuchi   | Япония     | Япония         | Piyanat Aunchulee       | Таиланд          |
| 2019 | Токио            | Akihiro Takanashi | Япония     | Япония         | Yusuke Takanashi        | Япония           |
| 2020 | Не проводился    | —                 | —          | —              | —                       | —                |
| 2021 | Не проводился    | —                 | —          | —              | —                       | —                |
| 2022 | Париж            | Kento Urano       | Япония     | Япония         | Arthur Juigner          | Швейцария        |
| 2023 | Рим              | Yasushi Nagano    | Япония     | Япония         | Rujipas Aunchulee       | Таиланд          |
| 2024 | Ханчжоу          | Seiya Kurita      | Япония     | Япония         | Yusuke Takanashi        | Япония           |

## Реверси и компьютеры
В настоящее время выпущено много компьютерных программ для игры в реверси, в том числе и для игры в режиме онлайн. Для компьютера эта игра является достаточно простой, и хорошие программы без особого труда обыгрывают даже чемпионов среди людей. Данное качество достигается на данном этапе развития техники алгоритмом альфа-бета отсечения, с использованием большой базы данных уже прошедших партий.
В конце 1980-х годов Ли Кайфу и Санджой Махаджан создали программу BILL по игре в Отелло, используя байесовское обучение. Она достигла уже достаточной силы по сравнению с более ранними программами. 
В 1997 году программа Logistello обыграла чемпиона мира Такэси Мураками 6:0.
В 2023 году было найдено слабое решение для игры в реверси — при стандартной начальной позиции на доске 8×8 идеальная игра обоих игроков приводит к ничьей.
В игре существует порядка 1028 позиций и около 1058 возможных партий, по состоянию на 2024 год это самая сложная решённая игра.

## Варианты реверси

### Реверсиn × n
Игра на поле n × n клеток. От игры 8 × 8 отличается тем, что фишки одного цвета в начале игры ставятся не в шахматном порядке, а рядом. Существуют варианты реверси с размером поля 10 × 10 и больше. Они не отличаются от обычных ничем, кроме размера поля.
Варианты игры на поле размером меньше 8 × 8 не представляют интереса, поскольку являются детерминированными. При идеальной стратегии, на досках 4 × 4 и 6 × 6 всегда выигрывает второй игрок, то есть тот, кто ходит вторым.

### Антиреверси
Отличается от Реверси тем, что при подведении результатов игры выигрывает тот, у кого фишек меньше.

### Реверси с чёрной дырой
Отличается только тем, что одна из клеток доски (случайно выбирается в начале игры) помечается как «чёрная дыра». При этом на неё нельзя сделать ход, и фишки с одной стороны такой определенной клетки не могут захватить фишки с другой.